# Manerov
Osada Manerov je součástí obce Bohdalice-Pavlovice. Byla založena v roce 1785 rytířem Raimundem Mannerem na místě zaniklé osady Dörfle ze 13. století.

## Historie

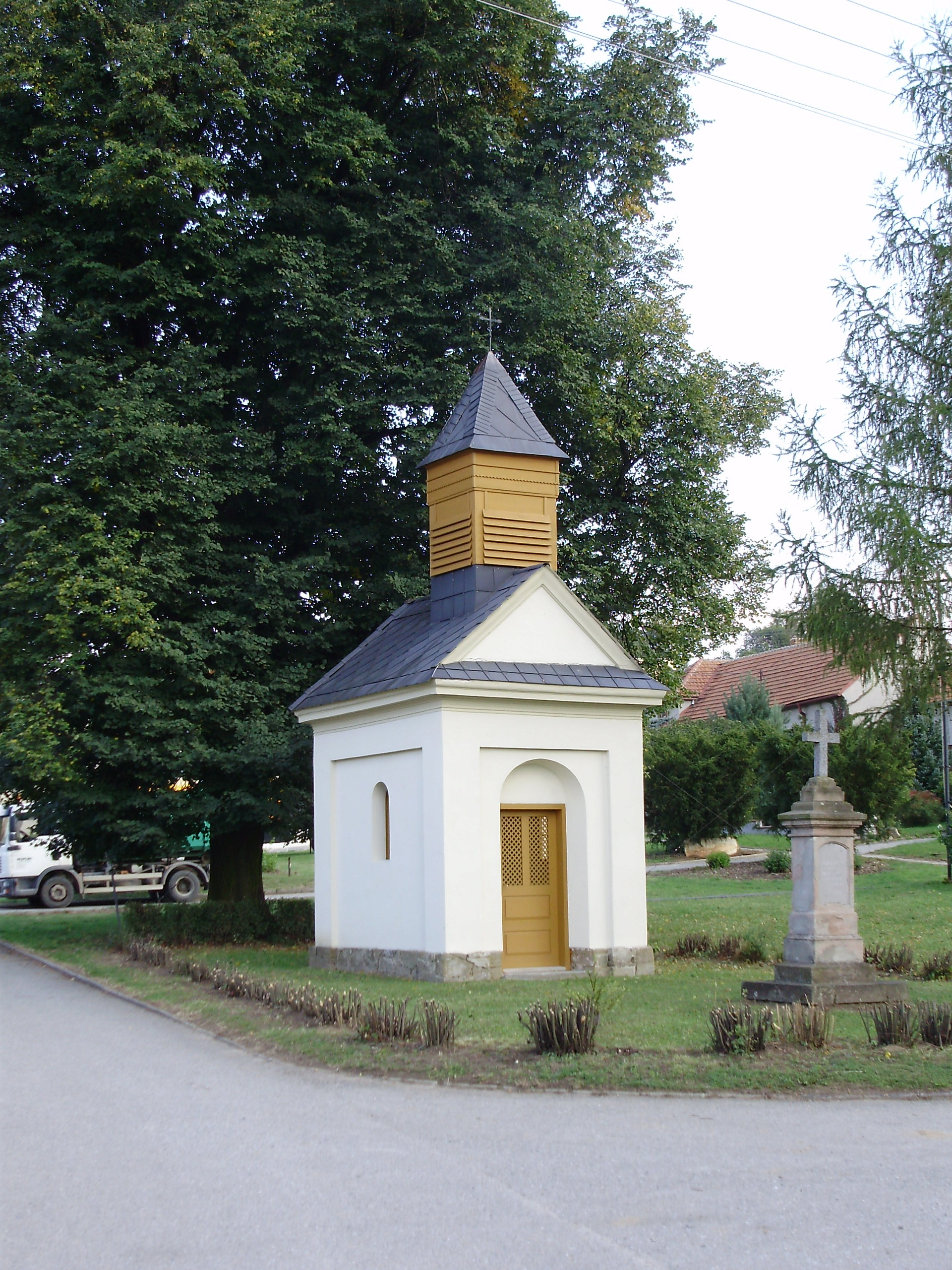
Kaplička svatého Jana a Pavla na návsi

Osada Manerov byla založena v roce 1785 rytířem Raimundem Mannerem na místě zaniklé osady Dörfle ze 13. století, která byla zničena pravděpodobně husity v roce 1433. Zpočátku zde stálo 15 domků, v roce 1826 36 domů a v roce 1924 42 domů.

## Obyvatelstvo

### Struktura
Vývoj počtu obyvatel za celou obec i za jeho jednotlivé části uvádí tabulka níže, ve které se zobrazuje i příslušnost jednotlivých částí k obci či následné odtržení.
| Místní části   | Místní části | 1869 | 1880 | 1890 | 1900 | 1910 | 1921 | 1930 | 1950 | 1961 | 1970 | 1980 | 1991 | 2001 | 2011 |
| -------------- | ------------ | ---- | ---- | ---- | ---- | ---- | ---- | ---- | ---- | ---- | ---- | ---- | ---- | ---- | ---- |
| Počet obyvatel | část Manerov | 180  | 204  | 193  | 187  | 220  | 215  | 185  | 183  | 252  | 245  | 224  | 206  | 206  | 190  |
| Počet domů     | část Manerov | 36   | 39   | 40   | 41   | 41   | 40   | 41   | 49   | 0    | 52   | 53   | 70   | 69   | 68   |

## Památky a turistické zajímavosti
- Nynější dům č.p. 27 (Hostinec „U Peitlů“), byl údajně letním sídlem jezuitů, po založení Manerova byl přeměněn na hostinec
- Kaplička sv. Jana a Pavla byla postavena roku 1892. Tato kaplička nebyla první sakrální stavbou v osadě. Tou byla kaplička Pod Františkem datovaná k roku 1727, jež vznikla pravděpodobně díky přítomnosti řeholníků jezuitů.